# Linophryne argyresca
Linophryne argyresca är en fiskart som beskrevs av Regan och Ethelwynn Trewavas 1932. Linophryne argyresca ingår i släktet Linophryne och familjen Linophrynidae. Inga underarter finns listade i Catalogue of Life.